# Hîtți (Șekî), Lubnî
Hîtți (în ucraineană Хитці) este un sat în comuna Șekî din raionul Lubnî, regiunea Poltava, Ucraina.

## Demografie
Componența lingvistică a localității Hîtți
     Ucraineană (100%)
Conform recensământului din 2001, toată populația localității Hîtți era vorbitoare de ucraineană (100%).